# Gampsocleis
Gampsocleis is een geslacht van rechtvleugeligen uit de familie sabelsprinkhanen (Tettigoniidae). De wetenschappelijke naam van dit geslacht is voor het eerst geldig gepubliceerd in 1852 door Fieber.

## Soorten
Het geslacht Gampsocleis omvat de volgende soorten:
- Gampsocleis abbreviata Herman, 1874
- Gampsocleis acutipennis Karabag, 1956
- Gampsocleis beybienkoi Cejchan, 1968
- Gampsocleis buergeri Haan, 1842
- Gampsocleis carinata Bey-Bienko, 1951
- Gampsocleis glabra Herbst, 1786
- Gampsocleis gratiosa Brunner von Wattenwyl, 1862
- Gampsocleis infuscata Uvarov, 1924
- Gampsocleis mongolica Dirsh, 1927
- Gampsocleis recticauda Werner, 1901
- Gampsocleis ryukyuensis Yamasaki, 1982
- Gampsocleis schelkovnikovae Adelung, 1916
- Gampsocleis sedakovii Fischer von Waldheim, 1846
- Gampsocleis sinensis Walker, 1869
- Gampsocleis ussuriensis Adelung, 1910